# Arma química binaria

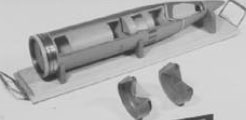
El proyectil binario M687 GB2 de 155 mm, que se estandarizó en 1976 pero no se produjo hasta una década después.

Las armas químicas binarias se tratan de armas químicas en el que el agente tóxico no se encuentra activo en el arma, sino que se encuentra en forma de precursores físicamente separados. Se diseña este tipo de armas con el objeto de tener dos o más precursores menos tóxicos que la mezcla final resultante y poder ser transportados de manera más segura, o en algunas ocasiones con el objeto de ser menos detectados por separado.